# Saison 2021 de l'équipe cycliste Cofidis
La saison 2021 de l'équipe cycliste Cofidis est la vingtième-cinquième de cette équipe.

## Coureurs et encadrement technique

### Arrivées et départs
| Coureur                 | Provenance               | Durée contrat |
| ----------------------- | ------------------------ | ------------- |
| Tom Bohli               | UAE Emirates             | 2021-2022     |
| Thomas Champion         | Néo-pro                  | 2021-2022     |
| André Carvalho          | Hagens Berman Axeon      | 2021          |
| Jempy Drucker           | Bora-Hansgrohe           | 2021          |
| Rubén Fernández Andújar | Euskaltel-Euskadi        | 2021-2022     |
| Simon Geschke           | CCC Team                 | 2021          |
| Rémy Rochas             | NIPPO DELKO One Provence | 2021-2022     |
| Szymon Sajnok           | CCC Team                 | 2021-2022     |
| Hugo Toumire            | Néo-pro                  | 2021-2023     |
| Jelle Wallays           | Lotto-Soudal             | 2021          |

| Coureur            | Nouvelle équipe       | Durée contrat |
| ------------------ | --------------------- | ------------- |
| Dimitri Claeys     | Qhubeka Assos         | 2021          |
| Jesper Hansen      | Riwal Securitas       | 2021          |
| Cyril Lemoine      | B&B Hotels p/b KTM    | 2021          |
| Mathias Le Turnier | Delko                 | 2021-2022     |
| Luis Ángel Maté    | Euskaltel-Euskadi     | 2021-2022     |
| Marco Mathis       |                       |               |
| Nicolas Prodhomme  | AG2R Citroën          | 2021-2022     |
| Stéphane Rossetto  | Saint Michel-Auber 93 | 2021          |
| Damien Touzé       | AG2R Citroën          | 2021-2022     |
| Julien Vermote     | Alpecin-Fenix         | 2021          |
| Enrico Zanoncello  | Bardiani CSF Faizanè  | 2021-2022     |

### Effectif actuel
| Coureur                 | Date de Nais.              | Équipe en 2020      | Cont. |
| ----------------------- | -------------------------- | ------------------- | ----- |
| Piet Allegaert          | 20 janvier 1995 (26 ans)   | Cofidis             | 2023  |
| Fernando Barceló        | 6 janvier 1996 (25 ans)    | Cofidis             | 2021  |
| Natnael Berhane         | 5 janvier 1991 (30 ans)    | Cofidis             | 2021  |
| Tom Bohli               | 17 janvier 1994 (27 ans)   | UAE Emirates        | 2022  |
| André Carvalho          | 31 décembre 1997 (24 ans)  | Hagens Berman Axeon | 2023  |
| Thomas Champion         | 8 septembre 1999 (22 ans)  | Néo-pro             | 2022  |
| Simone Consonni         | 12 septembre 1994 (27 ans) | Cofidis             | 2023  |
| Jempy Drucker           | 3 septembre 1986 (35 ans)  | Bora-Hansgrohe      | 2021  |
| Nicolas Edet            | 2 décembre 1987 (34 ans)   | Cofidis             | 2021  |
| Rubén Fernández Andújar | 1er mars 1991 (30 ans)     | Euskaltel-Euskadi   | 2022  |
| Eddy Finé               | 20 novembre 1997 (24 ans)  | Cofidis             | 2021  |
| Simon Geschke           | 13 mars 1986 (35 ans)      | CCC                 | 2023  |
| Nathan Haas             | 12 mars 1989 (32 ans)      | Cofidis             | 2021  |
| Jesús Herrada           | 26 juillet 1990 (31 ans)   | Cofidis             | 2023  |
| José Herrada            | 1er octobre 1985 (36 ans)  | Cofidis             | 2022  |
| Victor Lafay            | 17 janvier 1996 (25 ans)   | Cofidis             | 2023  |

| Coureur             | Date de Nais.             | Équipe en 2020 | Cont. |
| ------------------- | ------------------------- | -------------- | ----- |
| Christophe Laporte  | 11 décembre 1992 (29 ans) | Cofidis        | 2021  |
| Jacques Lebreton    | 5 juin 1999 (22 ans)      | Néo-pro        | 2021  |
| Guillaume Martin    | 9 juin 1993 (28 ans)      | Cofidis        | 2022  |
| Emmanuel Morin      | 13 mars 1995 (26 ans)     | Cofidis        | 2021  |
| Anthony Perez       | 22 avril 1991 (30 ans)    | Cofidis        | 2023  |
| Pierre-Luc Périchon | 4 janvier 1987 (34 ans)   | Cofidis        | 2023  |
| Rémy Rochas         | 18 mai 1996 (25 ans)      | NIPPO DELKO    | 2022  |
| Fabio Sabatini      | 18 février 1985 (36 ans)  | Cofidis        | 2021  |
| Szymon Sajnok       | 24 août 1997 (24 ans)     | CCC            | 2022  |
| Hugo Toumire        | 5 octobre 2001 (20 ans)   | Néo-pro        | 2023  |
| Kenneth Vanbilsen   | 1er juin 1990 (31 ans)    | Cofidis        | 2021  |
| Attilio Viviani     | 18 octobre 1996 (25 ans)  | Cofidis        | 2021  |
| Elia Viviani        | 7 février 1989 (32 ans)   | Cofidis        | 2021  |
| Jelle Wallays       | 11 mai 1989 (32 ans)      | Lotto-Soudal   | 2023  |
| Axel Zingle         | 18 décembre 1998 (23 ans) | Néo-pro        | 2023  |